# إليشا وينفيلد غرين
إليشا وينفيلد غرين (بالإنجليزية: Elisha Winfield Green)‏ هو كاهن أمريكي، ولد في 1815 في مقاطعة بوربون في الولايات المتحدة، وتوفي في 1893.